# Кемаль Аліспахич
Кемаль Аліспахич (босн. Kemal Alispahić, нар. 13 березня 1965, Сараєво) — югославський та боснійський футболіст, що грав на позиції півзахисника в низці клубів колишньої Югославії та за її межами. Після завершення виступів на футбольних полях — боснійський футбольний тренер, відомий за роботою в низці футбольних клубів та національній збірній Таджикистану.

## Клубна кар'єра
Кемаль Аліспахич розпочав виступи на футбольних полях у 1983 році в складі команди «Іскра» (Бугойно), у складі якої в 1985 році став володарем Кубка Мітропи. У 1985—1986 роках футболіст грав у складі клубу «Сараєво», втім до основного складу команди не пробився, та перейшов до іншої сараєвської команди «Желєзнічар», де значно частіше з'являвся в основному складі. У 1987—1988 роках Аліспахич грав у складі команди «Слобода» (Ужице), після чого повернувся до складу «Желєзнічара». У 1989 році футболіст перебрався до ФРН, де грав за команди Другої Бундесліги «Дуйсбург» і «Ремшайд». У 1993—1995 роках боснієць грав за турецький клуб «Кайсеріспор». Завершив виступи на футбольних полях Аліспахич у складі швейцарського клубу «Лозанна», в якому грав у 1996 році, та зумів відзначитися 8 забитими голами в 26 проведених матчах.

## Тренерська кар'єра
Після завершення виступів на футбольних полях Кемаль Аліспахич повернувся на історичну батьківщину, де в 1997 році очолив тренерський штаб клубу «Вратник», у якому працював до 1998 року. У 2001—2003 роках колишній футболіст працював асистентом головного тренера клубу «Желєзнічар». У 2004 році Аліспахич став головним тренером свого іншого колишнього клубу «Сараєво», проте працював головним тренером сараєвського клубу недовго. У 2006—2007 роках боснійський тренер входив до тренерського штабу іранської команди «Саба».
У 2008 році Аліспахич повернувся на батьківщину, де очолив клуб «Єдинство» (Бихач). У 2009 році боснійський спеціаліст тренував азербайджанський клуб «Мугань». У 2011 році тренер очолив сирійський клуб «Аль-Іттіхад» (Алеппо), з яким виграв Кубок Сирії. У 2012 році Кемаль Аліспахич був призначений головним тренером національної збірної Таджикистану, проте після суперечки з підписанням контракту тренер фактично працював зі збірною лише 2 місяці, після чого перейшов на роботу до азербайджанського клубу «Ряван». У 2014 році Аліспахич повернувся на роботу до Таджикистану, де цього разу очолив молодіжну збірну країни.
У 2016 році Кемаль Аліспахич очолював боснійський клуб «Челік». У 2017 році боснійський тренер очолював йорданський клуб «Ар-Рамта». У 2018—2019 роках боснійський спеціаліст очолював саудівський клуб «Аль-Кайсума», після чого в 2020—2021 роках працював головним тренером японського клубу «Тотіґі». З 2021 до 2023 року Аліспахич знову працював у клубі «Аль-Кайсума», цього разу на посаді технічного директора. З 2024 року Кемаль Аліспахич працює технічним директором іншого саудівського клубу «Аль-Ухдуд».

## Титули і досягнення

### Як футболіст
- Володар Кубка Мітропи (1):

«Іскра» (Бугойно): 1984—1985

### Як тренер
- Володар Кубка Сирії (1):

«Аль-Іттіхад» (Алеппо): 2010—2011